# OMAP
OMAP était une famille de systèmes sur puces fabriqués par Texas Instruments jusqu'en 2012. Elle était basée sur une architecture ARM à faible consommation orientée notamment vers les applications multimédias pour systèmes embarquées portables et mobiles.
Son développement a été effectué en France, dans le centre de R&D à Villeneuve-Loubet en région PACA.

## Série OMAP1
Architecture ARM9 avec jeu d'instructions ARMv4
- OMAP1710 - 220 MHz ARM926TEJ + C55x DSP
- OMAP1621 - 204 MHz ARM926 + C55x DSP + 2MB Internal SRAM
- OMAP1612 - 204 MHz ARM926TEJ + C55x DSP
- OMAP1611 - 204 MHz ARM926EJ-S + C55x DSP
- OMAP1610 - 204 MHz ARM926EJ-S + C55x DSP
- OMAP1510 - 168 MHz ARM925T (TI-enhanced) + C55x DSP
  - Année 2003 Cache niveau 1 : 8KB pour les données et 16KB pour les instructions Taille du chipset : 12 × 12 mm Principaux Appareils : HP iPAQ h6340 (Pocket PC Phone Édition)
- OMAP5910 - ARM9 + C55x DSP
- OMAP5912 - ARM9 + C55x DSP

## Série OMAP3
Architecture ARM Cortex-A8 avec jeu d'instructions ARMv7-A.
La série OMAP36x est la version gravée en 45 nm et avec des fréquences supérieures de la série OMAP34x (gravée en 65 nm).
- OMAP 36xx :
  - OMAP3640 - 1 GHz ARM Cortex A8 + DSP 430 MHz C64x+ + GPU PowerVR SGX530 + ISP (Image Signal Processor)
  - OMAP3630 - 720 MHz ARM Cortex A8 + DSP 430 MHz C64x+ + GPU PowerVR SGX530 + ISP (Image Signal Processor)
  - OMAP3620 - 720 MHz ARM Cortex A8 + DSP 430 MHz C64x+ + GPU PowerVR SGX530 + ISP (Image Signal Processor)
  - OMAP3610 - 720 MHz ARM Cortex A8 + DSP 430 MHz C64x+
- OMAP 35xx :
  - OMAP3530 - 600 MHz ARM Cortex A8 + DSP 430 MHz C64x+ + GPU  PowerVR SGX530 + ISP (Image Signal Processor)
    - Utilisé dans la console Pandora ou la BeagleBoard

  - OMAP3525 - 600 MHz ARM Cortex A8 + DSP 430 MHz C64x+ + ISP (Image Signal Processor)
  - OMAP3515 - 600 MHz ARM Cortex A8 + GPU PowerVR SGX530 + ISP (Image Signal Processor)
  - OMAP3503 - 600 MHz ARM Cortex A8
    - Années : 2007/2008 Cache niveau 1 (ARM) : 16 ko pour les données et 16 ko pour les instructions Cache niveau 2 (ARM) : 256 ko Cache niveau 1 (DSP) : 112 ko Cache niveau 2 (DSP) : 96 ko - Taille du chipset : 16 × 16 × 0,65 mm. Principales applications : terminaux multimédia, diffusion de flux audio/vidéo, compression/décompression,...
- OMAP 34xx :
  - OMAP3440 - 800 MHz ARM Cortex A8 + GPU PowerVR SGX 530 + DSP 430 MHz C64x+ + ISP (Image Signal Processor)
    - Utilisé dans le Palm Pre

  - OMAP3430 - 600 MHz ARM Cortex A8 + GPU PowerVR SGX 530 + DSP 430 MHz C64x+ + ISP (Image Signal Processor)
  - OMAP3420 - 600 MHz ARM Cortex A8 + GPU PowerVR SGX 530 + DSP 430 MHz C64x+ + ISP (Image Signal Processor)
  - OMAP3410 - 600 MHz ARM Cortex A8 + DSP 430 MHz C64x+ + ISP (Image Signal Processor)

## Série OMAP4

Texas Instruments Ducati

Architecture Dual Core ARM Cortex-A9 avec jeu d'instructions ARMv7-A
La série OMAP44x est gravée en 45nm.
- OMAP4430 - 1+ GHz dual-core ARM Cortex-A9 MPCore + PowerVR SGX 540 GPU + C64x+ DSP + ISP (Image Signal Processor)
- OMAP4460 - 1,2+ GHz dual-core ARM Cortex-A9 MPCore + PowerVR SGX 540 GPU + C64x+ DSP + ISP (Image Signal Processor)
- OMAP4470 - 1,5 GHz dual-core ARM Cortex-A9 MPCore + PowerVR SGX 544 GPU + C64x+ DSP + ISP (Image Signal Processor)

## Série OMAP5
La 5e génération d'OMAP, OMAP5, utilise un CPU ARM Cortex-A15 double cœur auquel s'ajoutent deux cœurs Cortex-M4 pour décharger les A15 des tâches de calcul moins intensif et ainsi améliorer l’efficacité énergétique, deux GPU PowerVR SGX544MP et un accélérateur graphique dédié TI 2D BitBlt, un sous-système d'affichage multi-pipe et un processeur de signal (DSP). Ils supportent respectivement des caméras de 24 et 20 mégapixels pour l'enregistrement vidéo HD 3D à l'avant et à l’arrière. La puce supporte également jusqu’à 8 GiO de mémoire DDR3 double canal, la sortie vers quatre écrans HD 3D et une sortie vidéo 3D HDMI 1.4. OMAP 5 inclut également 3 ports USB (Un port USB 3.0 Dual Role et deux ports USB 2.0) et un contrôleur SATA 2.0.
| Numéro de modèle | Finesse de gravure | jeu d'instructions du CPU | CPU                              | GPU                                                             | Technologie mémoire                    | Disponibilité     | Cible                                       |
| ---------------- | ------------------ | ------------------------- | -------------------------------- | --------------------------------------------------------------- | -------------------------------------- | ----------------- | ------------------------------------------- |
| OMAP5430         | 28 nm              | ARMv7-A                   | Double cœur ARM Cortex-A15 2 GHz | Double cœur PowerVR SGX544MP2 + accélérateur graphique 2D dédié | Double-canal package on package LPDDR2 | 3e trimestre 2012 | Area-sensitive (Smartphones, Tablettes)     |
| OMAP5432         | 28 nm              | ARMv7-A                   | Double cœur ARM Cortex-A15 2 GHz | Double cœur PowerVR SGX544MP + accélérateur graphique 2D dédié  | Contrôleur Double-canal DDR3           | 3e trimestre 2012 | Cost-sensitive (mobile computing, consumer) |